# Runaway (Carola Häggkvist)
Runaway è un album in studio della cantante svedese Carola Häggkvist, nota come Carola. Il disco è stato pubblicato nel 1986.

## Tracce
1. Radiate
2. The Runaway
3. Brand New Heart
4. Spread Your Wings (For Your Love)
5. Nature of the Beast
6. When Two Worlds Collide
7. (We Are) Atomic
8. Lost in the Crowd
9. So Far So Good
10. Everlasting Love